# Polska na Zimowych Igrzyskach Olimpijskich 2006
Polska reprezentacja na Zimowych Igrzyskach Olimpijskich 2006 w Turynie liczyła 46 sportowców, w tym 30 mężczyzn i 16 kobiet. Reprezentacja Polski miała swoich przedstawicieli w 11 spośród wszystkich 15 sportów, a medale zdobywała w 2 dyscyplinach. Polacy wywalczyli łącznie 2 medale (srebrny i brązowy). Reprezentanci Polski zdobyli łącznie 29 punktów, co jest drugim wynikiem w historii startów na zimowych igrzyskach olimpijskich. Ponadto po raz pierwszy w historii startów Polski na zimowych igrzyskach olimpijskich zdobyła ona medale w dwóch różnych dyscyplinach. Pierwszy raz chorążym polskiej reprezentacji została kobieta. Początkowo miała nim być snowboardzistka Jagna Marczułajtis, dla której były to drugie igrzyska, ale ze względu na przeziębienie zrezygnowała z uczestnictwa, a jej miejsce zajęła inna przedstawicielka snowboardingu – Paulina Ligocka, dla której był to debiut na igrzyskach. Chorążym podczas ceremonii zamknięcia igrzysk był biathlonista Tomasz Sikora, dla którego były to czwarte igrzyska. Także po raz czwarty na igrzyskach startowali biathlonista Wiesław Ziemianin i panczenista Paweł Zygmunt.
Srebrny medal w biegu biathlonowym na 15 km ze startu wspólnego zdobył Tomasz Sikora. Był to pierwszy medal Polski w zawodach biathlonowych na igrzyskach olimpijskich. Brązowy medal w biegu narciarskim na 30 km techniką dowolną zdobyła Justyna Kowalczyk, dla której był to pierwszy start na igrzyskach.
W sumie wydatki związane z przygotowaniem reprezentantów Polski do startu na Zimowych Igrzyskach Olimpijskich 2006 wyniosły około 30 milionów złotych, czyli około 15 procent ówczesnego budżetu Polski na sport wyczynowy. Głównym sponsorem polskiej reprezentacji była Polska Telefonia Cyfrowa, która w latach 2005–2009 była generalnym sponsorem Polskiego Komitetu Olimpijskiego (sponsorowała także start Polaków na igrzyskach w Pekinie).

## Nagrody finansowe
We wrześniu 2005 roku Polski Komitet Olimpijski ustalił zasady przyznawania nagród finansowych za wyniki osiągnięte podczas Zimowych Igrzysk Olimpijskich 2006. Za zdobycie indywidualnie jednego złotego medalu olimpijskiego przewidziano nagrodę w wysokości 120 tysięcy złotych i samochodu osobowego, za zdobycie srebrnego medalu 80 tysięcy złotych, a brązowego 60 tysięcy złotych. Reprezentanci Polski, którzy indywidualnie zajęli miejsca od czwartego do ósmego przyznano gratyfikacje finansowe w wysokości odpowiednio 20, 15, 10, 8 oraz 6 tysięcy złotych. W przypadku zdobycia medalu w konkurencji drużynowej wszyscy członkowie danej drużyny mieli otrzymać do 75% kwot przeznaczonych dla medalistów indywidualnych. Ponadto premie przygotowano także dla trenerów kadr olimpijskich (odpowiednio 70, 50 i 40 tysięcy złotych za poszczególne miejsca na podium), szefów wyszkolenia związków sportowych (40 tysięcy złotych w przypadku zdobycia więcej niż 2 medali przez reprezentantów danego związku) oraz pozostałych osób uczestniczących w przygotowaniach medalistów (40% nagrody indywidualnej dla danego zawodnika lub zawodniczki).

## Statystyki według dyscyplin
Spośród piętnastu dyscyplin sportowych, które Międzynarodowy Komitet Olimpijski włączył do kalendarza igrzysk, reprezentacja Polski wzięła udział w jedenastu. Polacy nie wystawili żadnego reprezentanta w curlingu, hokeju na lodzie, kombinacji norweskiej i narciarstwie dowolnym.
Najliczniejszą reprezentację Polska wystawiła w zawodach biathlonowych, w których wystąpiło dziesięcioro polskich zawodników.
| Lp.     | Sport                 | Mężczyźni | Kobiety | Łącznie |
| ------- | --------------------- | --------- | ------- | ------- |
| 1       | Biathlon              | 5         | 5       | 10      |
| 2       | Biegi narciarskie     | 2         | 1       | 3       |
| 3       | Bobsleje              | 5         | –       | 5       |
| 4       | Łyżwiarstwo figurowe  | 2         | 2       | 4       |
| 5       | Łyżwiarstwo szybkie   | 4         | 1       | 5       |
| 6       | Narciarstwo alpejskie | 1         | 2       | 3       |
| 7       | Saneczkarstwo         | 2         | 1       | 3       |
| 8       | Short track           | 1         | –       | 1       |
| 9       | Skeleton              | –         | 1       | 1       |
| 10      | Skoki narciarskie     | 5         | –       | 5       |
| 11      | Snowboarding          | 3         | 3       | 6       |
| Łącznie | Łącznie               | 30        | 16      | 46      |

## Zdobyte medale
| Medale według dni | Medale według dni | Medale według dni | Medale według dni | Medale według dni | Medale według dni | Medale według dni |
| ----------------- | ----------------- | ----------------- | ----------------- | ----------------- | ----------------- | ----------------- |
| Dzień             | Data              |                   |                   |                   |                   |                   |
| Dzień 0           | 10.02             | –                 | –                 | –                 | –                 |                   |
| Dzień 1           | 11.02             | 0                 | 0                 | 0                 | 0                 |                   |
| Dzień 2           | 12.02             | 0                 | 0                 | 0                 | 0                 |                   |
| Dzień 3           | 13.02             | 0                 | 0                 | 0                 | 0                 |                   |
| Dzień 4           | 14.02             | 0                 | 0                 | 0                 | 0                 |                   |
| Dzień 5           | 15.02             | 0                 | 0                 | 0                 | 0                 |                   |
| Dzień 6           | 16.02             | 0                 | 0                 | 0                 | 0                 |                   |
| Dzień 7           | 17.02             | 0                 | 0                 | 0                 | 0                 |                   |
| Dzień 8           | 18.02             | 0                 | 0                 | 0                 | 0                 |                   |
| Dzień 9           | 19.02             | 0                 | 0                 | 0                 | 0                 |                   |
| Dzień 10          | 20.02             | 0                 | 0                 | 0                 | 0                 |                   |
| Dzień 11          | 21.02             | 0                 | 0                 | 0                 | 0                 |                   |
| Dzień 12          | 22.02             | 0                 | 0                 | 0                 | 0                 |                   |
| Dzień 13          | 23.02             | 0                 | 0                 | 0                 | 0                 |                   |
| Dzień 14          | 24.02             | 0                 | 0                 | 1                 | 1                 |                   |
| Dzień 15          | 25.02             | 0                 | 1                 | 0                 | 1                 |                   |
| Dzień 16          | 26.02             | 0                 | 0                 | 0                 | 0                 |                   |

| Medal  | Zawodnik          | Dyscyplina        | Konkurencja           | Rezultat  | Data      |
| ------ | ----------------- | ----------------- | --------------------- | --------- | --------- |
| Srebro | Tomasz Sikora     | Biathlon          | bieg masowy           | 47:26,3   | 25 lutego |
| Brąz   | Justyna Kowalczyk | Biegi narciarskie | 30 km stylem dowolnym | 1:22:27,5 | 24 lutego |

| Medale według sportów | Medale według sportów | Medale według sportów | Medale według sportów | Medale według sportów |
| --------------------- | --------------------- | --------------------- | --------------------- | --------------------- |
| Sport                 | złoto                 | srebro                | brąz                  | W sumie               |
| Biathlon              | 0                     | 1                     | 0                     | 1                     |
| Biegi narciarskie     | 0                     | 0                     | 1                     | 1                     |
| W sumie               | 0                     | 1                     | 1                     | 2                     |

### Indywidualna klasyfikacja medalowa
| Lp. | Zawodnik                              | złoto | srebro | brąz |   |
| --- | ------------------------------------- | ----- | ------ | ---- | - |
| 1   | Tomasz Sikora (biathlon)              | 0     | 1      | 0    | 1 |
| 2   | Justyna Kowalczyk (biegi narciarskie) | 0     | 0      | 1    | 1 |

## Konkurencje

### Objaśnienia
Q – Awans

DSQ – Dyskwalifikacja

DNF – Zawodnik/Zawodniczka nie ukończył(-a) zawodów

DNS – Zawodnik/Zawodniczka nie wystartował(-a)

nq – Zawodnik/Zawodniczka nie awansował(-a)

### Biathlon

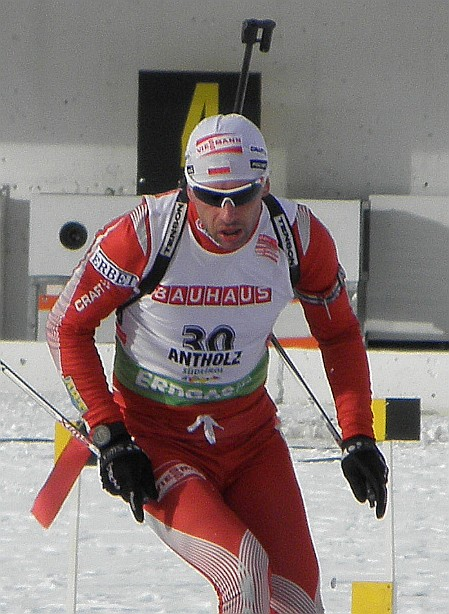
Tomasz Sikora – srebrny medalista igrzysk w Turynie

Zawody biathlonowe podczas Zimowych Igrzysk Olimpijskich 2006 były zaliczane do klasyfikacji generalnej Pucharu Świata. Polskę reprezentowało pięciu biathlonistów i pięć biathlonistek. Wśród mężczyzn najlepsze wyniki osiągnął Tomasz Sikora, który zdobył srebrny medal w biegu masowym, a w pozostałych trzech startach indywidualnych zajął punktowane miejsca. Trzykrotnie indywidualnie startował Wiesław Ziemianin, który dwukrotnie zdobył punkty (25. miejsce w sprincie i 28. w biegu pościgowym). Z kolei dwukrotnie w zawodach wziął udział Grzegorz Bodziana, jednak jego najlepszym wynikiem była 67. pozycja w sprincie. Indywidualnie po razie startowali Michał Piecha, który w sprincie zajął 64. miejsce oraz Krzysztof Pływaczyk, który w biegu indywidualnym był 75. Mężczyźni w składzie Ziemianin, Sikora, Piecha i Pływaczyk wystartowali także w biegu sztafetowym, który ukończyli na 13. pozycji. Wśród kobiet indywidualnie czterokrotnie startowały Krystyna Pałka oraz Magdalena Gwizdoń, których najlepszymi osiągnięciami były odpowiednio 5. miejsce w biegu indywidualnym i 20. pozycja w sprincie. Dwukrotnie startowały Magdalena Nykiel i Katarzyna Ponikwia, które jednak nie zdobyły punktów. Indywidualnie raz w zawodach wzięła udział Magdalena Grzywa, która w biegu indywidualnym była 71. Kobiety w składzie Pałka, Gwizdoń, Ponikwia i Grzywa wystartowały także w biegu sztafetowym, który ukończyły na 7. pozycji.

#### Mężczyźni
- Grzegorz Bodziana
- Michał Piecha
- Krzysztof Pływaczyk
- Tomasz Sikora
- Wiesław Ziemianin[1]

| Wydarzenie        | Zawodnik                                                          | Czas      | Miejsce       |
| ----------------- | ----------------------------------------------------------------- | --------- | ------------- |
| Sprint            | Grzegorz Bodziana                                                 | 30:08.4   | 67.           |
| Sprint            | Michał Piecha                                                     | 30:01.6   | 64.           |
| Sprint            | Tomasz Sikora                                                     | 27:54.3   | 19.           |
| Sprint            | Wiesław Ziemianin                                                 | 28:10.1   | 25.           |
| Bieg pościgowy    | Tomasz Sikora                                                     | 37:31.6   | 18.           |
| Bieg pościgowy    | Wiesław Ziemianin                                                 | 38:42.3   | 28.           |
| Bieg indywidualny | Grzegorz Bodziana                                                 | 1:03:39.6 | 72.           |
| Bieg indywidualny | Krzysztof Pływaczyk                                               | 1:04:12.9 | 75.           |
| Bieg indywidualny | Tomasz Sikora                                                     | 57:22.1   | 21.           |
| Bieg indywidualny | Wiesław Ziemianin                                                 | 1:01:16.0 | 53.           |
| Bieg masowy       | Tomasz Sikora                                                     | 47:26.3   | Srebrny medal |
| Sztafeta          | Wiesław Ziemianin Tomasz Sikora Michał Piecha Krzysztof Pływaczyk | 1:26:57.0 | 13.           |

#### Kobiety

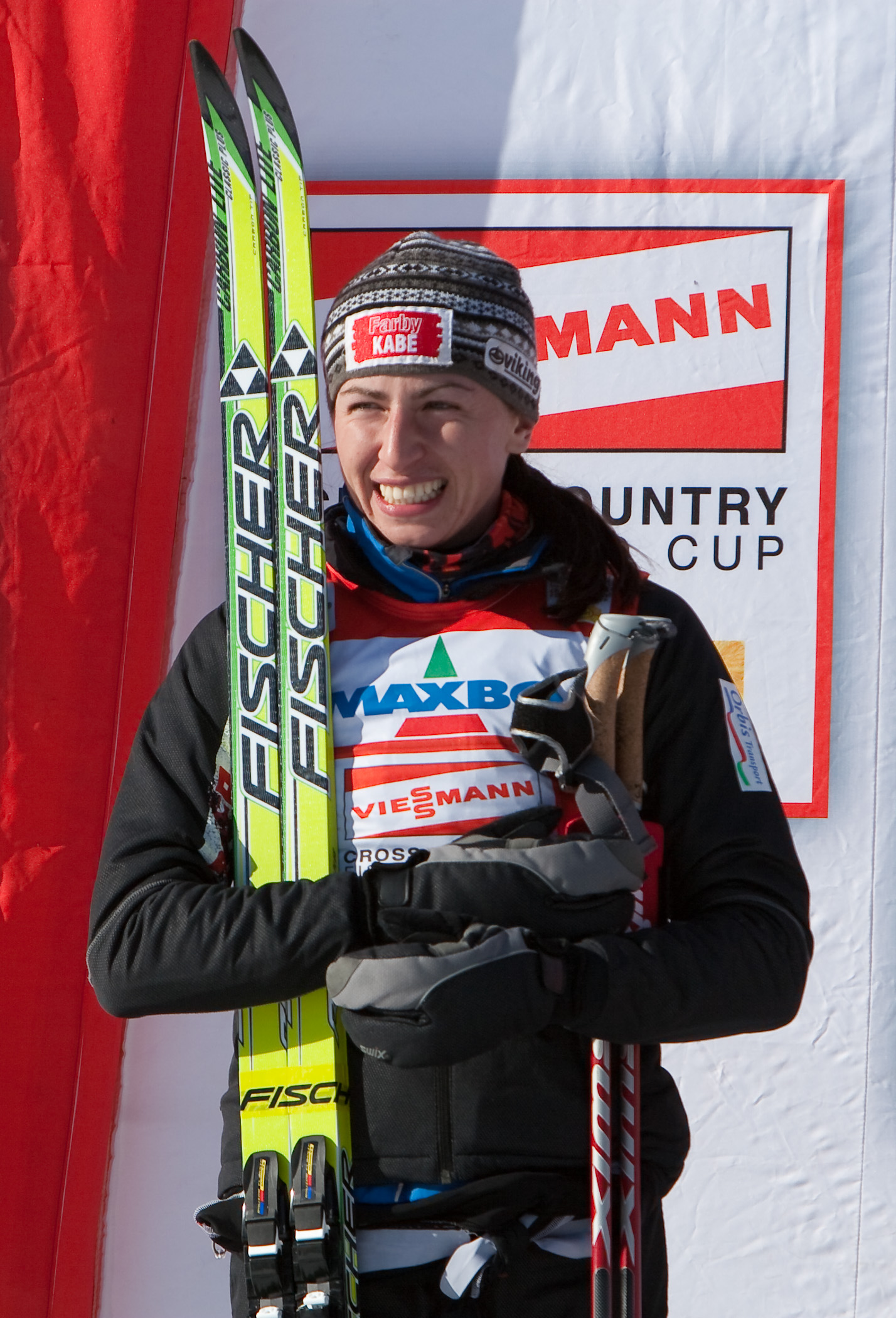
Justyna Kowalczyk – brązowa medalistka igrzysk w Turynie

- Magdalena Grzywa
- Magdalena Gwizdoń
- Magdalena Nykiel
- Krystyna Pałka
- Katarzyna Ponikwia[1]

| Wydarzenie        | Zawodniczka                                                          | Czas      | Miejsce |
| ----------------- | -------------------------------------------------------------------- | --------- | ------- |
| Sprint            | Magdalena Gwizdoń                                                    | 23:54.7   | 20.     |
| Sprint            | Magdalena Nykiel                                                     | 25:32.2   | 56.     |
| Sprint            | Krystyna Pałka                                                       | 24:07.3   | 25.     |
| Sprint            | Katarzyna Ponikwia                                                   | 26:17.3   | 63.     |
| Bieg pościgowy    | Magdalena Gwizdoń                                                    | 41:12.6   | 21.     |
| Bieg pościgowy    | Magdalena Nykiel                                                     | DNF       | DNF     |
| Bieg pościgowy    | Krystyna Pałka                                                       | 43:26.5   | 37.     |
| Bieg indywidualny | Magdalena Grzywa                                                     | 1:00:41.3 | 71.     |
| Bieg indywidualny | Magdalena Gwizdoń                                                    | 55:17.5   | 33.     |
| Bieg indywidualny | Krystyna Pałka                                                       | 51:50.7   | 5.      |
| Bieg indywidualny | Katarzyna Ponikwia                                                   | 57:32.7   | 56.     |
| Bieg masowy       | Magdalena Gwizdoń                                                    | 45:59.5   | 29.     |
| Bieg masowy       | Krystyna Pałka                                                       | 46:31.5   | 30.     |
| Sztafeta          | Krystyna Pałka Magdalena Gwizdoń Katarzyna Ponikwia Magdalena Grzywa | 1:20:29.3 | 7.      |

### Biegi narciarskie
Polskę w biegach narciarskich reprezentowało dwóch biegaczy narciarskich i jedna biegaczka. Wśród mężczyzn indywidualnie dwukrotnie startował Janusz Krężelok, który w sprincie zajął 19. miejsce, a w biegu indywidualnym był 25. Raz startował Maciej Kreczmer, który w sprincie został sklasyfikowany na 33. pozycji. Kreczmer i Krężelok wzięli także udział w sprincie drużynowym, w którym zajęli 7. miejsce. Wśród kobiet czterokrotnie startowała jedyna reprezentantka Polski, Justyna Kowalczyk. Zdobyła ona brązowy medal w biegu masowym, w biegu łączonym zajęła 8. pozycję, a w sprincie została sklasyfikowana na 44. miejscu. Wystartowała także w biegu indywidualnym, jednak w czasie rywalizacji straciła przytomność i wycofała się z biegu.

#### Mężczyźni
- Maciej Kreczmer
- Janusz Krężelok[1]

| Wydarzenie                        | Zawodnik                        | Kwalifikacje | Kwalifikacje | Ćwierćfinały | Ćwierćfinały | Półfinały | Półfinały | Finały  | Finały  |
| Wydarzenie                        | Zawodnik                        | Czas         | Miejsce      | Czas         | Miejsce      | Czas      | Miejsce   | Czas    | Miejsce |
| --------------------------------- | ------------------------------- | ------------ | ------------ | ------------ | ------------ | --------- | --------- | ------- | ------- |
| Bieg indywidualny stylem dowolnym | Janusz Krężelok                 |              |              |              |              |           |           | 40:24.5 | 25.     |
| Sprint                            | Maciej Kreczmer                 | 2:20.83      | 33.          | nq           | nq           | nq        | nq        | nq      | 33.     |
| Sprint                            | Janusz Krężelok                 | 2:20.04      | 23.          | 2:21.6       | 4.           | nq        | nq        | nq      | 19.     |
| Sprint drużynowy stylem dowolnym  | Maciej Kreczmer Janusz Krężelok |              |              |              |              | 17:27.1   | 5. Q      | 17:26.3 | 7.      |

#### Kobiety
- Justyna Kowalczyk[1]

| Wydarzenie                          | Zawodniczka       | Kwalifikacje | Kwalifikacje | Ćwierćfinały | Ćwierćfinały | Półfinały | Półfinały | Finały    | Finały  |
| Wydarzenie                          | Zawodniczka       | Czas         | Miejsce      | Czas         | Miejsce      | Czas      | Miejsce   | Czas      | Miejsce |
| ----------------------------------- | ----------------- | ------------ | ------------ | ------------ | ------------ | --------- | --------- | --------- | ------- |
| Bieg indywidualny stylem klasycznym | Justyna Kowalczyk |              |              |              |              |           |           | DNF       | DNF     |
| Bieg łączony                        | Justyna Kowalczyk |              |              |              |              |           |           | 43:25.6   | 8.      |
| Bieg masowy stylem dowolnym         | Justyna Kowalczyk |              |              |              |              |           |           | 1:22:27.5 | [ 29 ]  |
| Sprint                              | Justyna Kowalczyk | 2:21.19      | 44.          | nq           | nq           | nq        | nq        | nq        | 44.     |

### Bobsleje
W zawodach bobslejowych Polskę reprezentowało 5 zawodników (jeden był rezerwowym). Wystartowali oni w konkurencji męskich czwórek, w której zajęli 15. miejsce. Roczny budżet bobsleistów wynosił wówczas blisko 330 tys. zł, w związku z czym nie było ich stać na zakup własnego bobsleja. Pod koniec 2005 roku Polacy wypożyczyli do końca sezonu sanie bobslejowe od Rosjan, jednak po wygraniu przez Polaków jednego z treningów przed zawodami Pucharu Świata w Schönau am Königssee Rosjanie zerwali umowę, a polscy bobsleiści musieli ponownie startować na starszym, dwuletnim modelu sań. Ostatecznie tuż przed igrzyskami swoje sanie wypożyczyli Polakom Duńczycy, którzy sami nie zakwalifikowali się do tych zawodów.

#### Mężczyźni
- Dawid Kupczyk
- Mariusz Latkowski
- Marcin Płacheta
- Michał Zblewski
- Ireneusz Żurawicz[c][1]

| Zawodnik                                                        | Konkurencja            | Wyniki      | Wyniki | Wyniki      | Wyniki | Wyniki      | Wyniki | Wyniki      | Wyniki | Czas        | Miejsce |
| Zawodnik                                                        | Konkurencja            | 1. przejazd | Rk     | 2. przejazd | Rk     | 3. przejazd | Rk     | 4. przejazd | Rk     | Czas        | Miejsce |
| --------------------------------------------------------------- | ---------------------- | ----------- | ------ | ----------- | ------ | ----------- | ------ | ----------- | ------ | ----------- | ------- |
| Dawid Kupczyk Michał Zblewski Mariusz Latkowski Marcin Płacheta | Ślizg czwórek mężczyzn | 55,89 s     | 15     | 55,79 s     | 12     | 55,85 s     | 17     | 55,49 s     | 11     | 3:43,02 min | 15      |

### Łyżwiarstwo figurowe
W łyżwiarstwie figurowym Polskę reprezentowały dwie pary (w sumie 2 mężczyzn i 2 kobiety). W konkurencji par sportowych 9.miejsce zajęli Mariusz Siudek i Dorota Zagórska, dla których, mimo wcześniejszych zapowiedzi, że w zawodach w Turynie nie wystąpią, był to ostatni, trzeci w karierze start na igrzyskach. W rywalizacji par tanecznych wystąpiła para Aleksandra Kauc i Michał Zych, która została sklasyfikowana na trzeciej od końca, 21. pozycji.

#### Mężczyźni
- Mariusz Siudek
- Michał Zych[1]

#### Kobiety
- Aleksandra Kauc
- Dorota Zagórska[1]

#### Wyniki
| Wydarzenie             | Zawodniczka/zawodnik             | Taniec obowiązkowy | Taniec obowiązkowy | Program krótki / Taniec oryginalny | Program krótki / Taniec oryginalny | Program dowolny / Taniec dowolny | Program dowolny / Taniec dowolny | W sumie | W sumie |
| Wydarzenie             | Zawodniczka/zawodnik             | Punkty             | Miejsce            | Punkty                             | Miejsce                            | Punkty                           | Miejsce                          | Punkty  | Miejsce |
| ---------------------- | -------------------------------- | ------------------ | ------------------ | ---------------------------------- | ---------------------------------- | -------------------------------- | -------------------------------- | ------- | ------- |
| Program par sportowych | Dorota Zagórska / Mariusz Siudek |                    |                    | 56.10                              | 9.                                 | 109.85                           | 8.                               | 165.95  | 9.      |
| Program par tanecznych | Aleksandra Kauc / Michał Zych    | 24.93              | 21.                | 42.06                              | 22.                                | 69.61                            | 22.                              | 136.60  | 21.     |

### Łyżwiarstwo szybkie
W rywalizacji panczenistów Polskę reprezentowało 4 mężczyzn i 1 kobieta. Dwukrotnie wystąpili Konrad Niedźwiedzki i Maciej Ustynowicz. Niedźwiedzki najlepszy rezultat zanotował w biegu na 1500 metrów, gdzie zajął 12. pozycji, a Ustynowicz w biegu na 500 metrów, gdzie był 36. Po razie zaprezentowali się Artur Waś (32. miejsce w biegu na 500 metrów) oraz Paweł Zygmunt (18. miejsce w biegu na 5000 metrów). Początkowo w zawodach miał wziąć udział także Witold Mazur, który wypełnił minimum wyznaczone przez Międzynarodową Unię Łyżwiarską, jednak z powodu zbyt dużej ilości zgłoszeń (limit dla łyżwiarstwa szybkiego wynosił 170 osób, a zgłoszono 220 osób) ostatecznie na igrzyska nie pojechał. Jedyną reprezentantką Polski była Katarzyna Wójcicka, która wystartowała w czterech konkurencjach, najlepszy wynik osiągając w biegu na 1000 metrów, gdzie była 8. i ustanowiła rekord Polski na tym dystansie. Ponad trzy lata po zakończeniu igrzysk oskarżyła Holenderkę Grethę Smit o próbę korupcji. Jej zdaniem Smit miała zaproponować Polce 50 tysięcy euro za rezygnację ze startu w biegu na 5000 metrów (Smit była pierwszą rezerwową, więc w razie rezygnacji którejś z zawodniczek zajęłaby jej miejsce i mogła wystartować w zawodach). Polka odrzuciła propozycję i wystartowała w wyścigu, w którym zajęła ostatnią, 16. pozycję.

#### Mężczyźni
- Konrad Niedźwiedzki
- Maciej Ustynowicz
- Artur Waś
- Paweł Zygmunt[1]

| Wydarzenie  | Zawodnik            | Wyścig 1. | Wyścig 1. | Wyścig 2. | Wyścig 2. | Finał   | Finał   |
| Wydarzenie  | Zawodnik            | Czas      | Miejsce   | Czas      | Miejsce   | Czas    | Miejsce |
| ----------- | ------------------- | --------- | --------- | --------- | --------- | ------- | ------- |
| 500 metrów  | Maciej Ustynowicz   | 36.09     | 26.       | 51.92     | 37.       | 88.01   | 36.     |
| 500 metrów  | Artur Waś           | 36.43     | 33.       | 36.61     | 35.       | 73.04   | 32.     |
| 1000 metrów | Konrad Niedźwiedzki |           |           |           |           | 1:09.95 | 13.     |
| 1000 metrów | Maciej Ustynowicz   |           |           |           |           | DSQ     | DSQ     |
| 1500 metrów | Konrad Niedźwiedzki |           |           |           |           | 1:48.09 | 12.     |
| 5000 metrów | Paweł Zygmunt       |           |           |           |           | 6:35.01 | 18.     |

#### Kobiety
- Katarzyna Wójcicka[1]

| Wydarzenie  | Zawodnik           | Wyścig 1. | Wyścig 1. | Wyścig 2. | Wyścig 2. | Finał   | Finał   |
| Wydarzenie  | Zawodnik           | Czas      | Miejsce   | Czas      | Miejsce   | Czas    | Miejsce |
| ----------- | ------------------ | --------- | --------- | --------- | --------- | ------- | ------- |
| 1000 metrów | Katarzyna Wójcicka |           |           |           |           | 1:17.28 | 8.      |
| 1500 metrów | Katarzyna Wójcicka |           |           |           |           | 1:59.96 | 11.     |
| 3000 metrów | Katarzyna Wójcicka |           |           |           |           | 4:09.61 | 10.     |
| 5000 metrów | Katarzyna Wójcicka |           |           |           |           | 7:28.09 | 16.     |

### Narciarstwo alpejskie
W narciarstwie alpejskim Polskę reprezentowało 1 mężczyzna i 2 kobiety. Jedynym męskim przedstawicielem Polski w narciarstwie alpejskim był Michał Kałwa. Był on jednocześnie pierwszym uczestnikiem zimowych igrzysk olimpijskich pochodzącym z Poznania od 1936 roku. Kałwa wystartował w czterech konkurencjach, najlepszy wynik osiągając w zjeździe, w którym zajął 44. pozycję. W rywalizacji kobiet w jednej konkurencji wystartowały Katarzyna Karasińska i Dagmara Krzyżyńska. Obie były w pierwszej 30 zawodów, zajmując odpowiednio 30. (Karasińska w slalomie) i 25. pozycję (Krzyżyńska w slalomie gigancie).

#### Mężczyźni
- Michał Kałwa[1]

| Konkurencja     | Zawodnik     | Zjazd 1. | Msc. 1. | Zjazd 2. | Msc. 2. | Łącznie | Miejsce |
| --------------- | ------------ | -------- | ------- | -------- | ------- | ------- | ------- |
| Superkombinacja | Michał Kałwa | 1:42.72  | 38.     | DNF      | DNF     | DNF     | DNF     |
| Zjazd           | Michał Kałwa | 1:56.81  |         |          |         |         | 44.     |
| Slalom          | Michał Kałwa | 59.82    | 40.     | DNF      | DNF     | DNF     | DNF     |
| Supergigant     | Michał Kałwa | 1:36.25  |         |          |         |         | 45.     |

#### Kobiety
- Katarzyna Karasińska
- Dagmara Krzyżyńska[1]

| Konkurencja   | Zawodnik             | Zjazd 1. | Msc. 1. | Zjazd 2. | Msc. 2. | Łącznie | Miejsce |
| ------------- | -------------------- | -------- | ------- | -------- | ------- | ------- | ------- |
| Slalom gigant | Dagmara Krzyżyńska   | 1:03.86  | 30.     | 1:12.05  | 25.     | 2:15.91 | 25.     |
| Slalom        | Katarzyna Karasińska | 45.41    | 33.     | 48.89    | 30.     | 1:34.30 | 30.     |

### Saneczkarstwo
W zawodach saneczkarskich Polskę reprezentowało 2 mężczyzn i 1 kobieta, dla których był to debiut na igrzyskach. Krzysztof Lipiński i Marcin Piekarski wystartowali w konkurencji męskich dwójek, w której zostali sklasyfikowani na 17. pozycji. W rywalizacji jedynek kobiet wzięła udział Ewelina Staszulonek, która była pierwszą polską saneczkarką od 1976 roku. Ostatecznie Staszulonek, mimo upadków w pierwszym i trzecim przejeździe, zajęła 15. pozycję.

#### Mężczyźni
- Krzysztof Lipiński
- Marcin Piekarski[1]

Dwójki
| Zawodnik                            | Zjazd 1. | Zjazd 2. | W sumie  | Miejsce |
| ----------------------------------- | -------- | -------- | -------- | ------- |
| Marcin Piekarski Krzysztof Lipiński | 49.829   | 48.616   | 1:38.445 | 17.     |

#### Kobiety
- Ewelina Staszulonek[1]

Jedynki
| Zawodniczka         | Zjazd 1. | Zjazd 2. | Zjazd 3. | Zjazd 4. | W sumie  | Miejsce |
| ------------------- | -------- | -------- | -------- | -------- | -------- | ------- |
| Ewelina Staszulonek | 48.653   | 47.666   | 48.293   | 47.567   | 3:12.179 | 15.     |

### Short track
Jedynym Polakiem w short tracku był Dariusz Kulesza. Oprócz niego o jedno miejsce w polskiej reprezentacji przed igrzyskami rywalizowało jeszcze dwóch innych zawodników – Karol Bobowicz oraz Jakub Jaworski, jednak dzięki srebrnemu medalowi w biegu na 500 metrów podczas mistrzostw świata juniorów w styczniu 2006 roku ostatecznie do składu wybrany został Kulesza. Wystartował on w 3 konkurencjach, najlepszy wynik osiągając w biegu na 1000 metrów, w którym został sklasyfikowany na 11. pozycji.

#### Mężczyźni
- Dariusz Kulesza[1]

| Wydarzenie          | Zawodnik        | Kwalifikacje | Kwalifikacje | Ćwierćfinał | Ćwierćfinał | Półfinał | Półfinał | Finał | Finał   | Wynik    | Wynik   |
| Wydarzenie          | Zawodnik        | Czas         | Pozycja      | Czas        | Pozycja     | Czas     | Pozycja  | Czas  | Pozycja | Czas     | Pozycja |
| ------------------- | --------------- | ------------ | ------------ | ----------- | ----------- | -------- | -------- | ----- | ------- | -------- | ------- |
| Bieg na 500 metrów  | Dariusz Kulesza | 43.416       | 2.           | DSQ         | DSQ         | nq       | nq       | nq    | nq      | 43.416   | DSQ     |
| Bieg na 1000 metrów | Dariusz Kulesza | 1:29.102     | 2.           | 1:30.556    | 4.          | nq       | nq       | nq    | nq      | 1:29.102 | 11.     |
| Bieg na 1500 metrów | Dariusz Kulesza | 2:24.118     | 5.           | nq          | nq          | nq       | nq       | nq    | nq      | 2:24.118 | 22.     |

### Skeleton
Jedyną reprezentantką Polski w skeletonie była Monika Wołowiec. Jej start na igrzyskach był pierwszym startem zawodniczki z Polski w tej konkurencji w historii zimowych igrzysk olimpijskich. Wzięła ona udział w rywalizacji kobiet, w której zajęła ostatnią, 15. pozycję.

#### Kobiety
- Monika Wołowiec[1]

| Zawodniczka     | Zjazd 1. | Miejsce 1. | Zjazd 2. | Miejsce 2. | W sumie | Miejsce |
| --------------- | -------- | ---------- | -------- | ---------- | ------- | ------- |
| Monika Wołowiec | 1:02,31  | 15.        | 1:02,99  | 15.        | 2:05,30 | 15.     |

### Skoki narciarskie
Wstępną listę 12 polskich skoczków, z grona których miano wybrać skład reprezentacji na igrzyska ogłoszono w październiku 2005 roku. Ostatecznie Polska w skokach narciarskich reprezentowana była przez pięciu zawodników. Indywidualnie dwukrotnie startowali Robert Mateja, Adam Małysz i Kamil Stoch. Małysz zajął 7. i 14. miejsce. Stoch i Mateja najlepsze wyniki osiągnęli w konkursie na skoczni normalnej, gdzie zajęli odpowiednio 16. i 25. pozycję. Stefan Hula startował w konkursie na normalnej skoczni, gdzie zajął 29. miejsce. Rafał Śliż nie zdołał zakwalifikować się do konkursu na skoczni dużej i został sklasyfikowany na 58. miejscu. Polska reprezentacja, w składzie Hula, Stoch, Mateja i Małysz, wystartowała także w konkursie drużynowym, w którym zajęła 5. pozycję.

#### Mężczyźni
- Stefan Hula
- Adam Małysz
- Robert Mateja
- Kamil Stoch
- Rafał Śliż[1]

| Wydarzenie        | Zawodnik      | Kwalifikacje  | Kwalifikacje | Kwalifikacje | Runda 1.      | Runda 1. | Runda 1. | Finał         | Finał  | Finał   |
| Wydarzenie        | Zawodnik      | Odległość (m) | Punkty       | Miejsce      | Odległość (m) | Punkty   | Miejsce  | Odległość (m) | Punkty | Miejsce |
| ----------------- | ------------- | ------------- | ------------ | ------------ | ------------- | -------- | -------- | ------------- | ------ | ------- |
| Skocznia normalna | Adam Małysz   | 102,0         | 130,5        | 5. (PQ)      | 101,5         | 130,0    | 8.       | 102,5         | 261,0  | 7.      |
| Skocznia normalna | Kamil Stoch   | 99,0          | 122,5        | 19. Q        | 100,0         | 125,5    | 15.      | 98,5          | 247,0  | 16.     |
| Skocznia normalna | Robert Mateja | 100,5         | 127,0        | 11. Q        | 95,5          | 115,0    | 28.      | 94,5          | 229,0  | 25.     |
| Skocznia normalna | Stefan Hula   | 95,0          | 110,5        | 37. Q        | 95,5          | 115,5    | 27.      | 90,5          | 218,0  | 29.     |
| Skocznia duża     | Adam Małysz   | 125,0         | 114,0        | 14. (PQ)     | 123,0         | 111,4    | 10.      | 123,5         | 222,7  | 14.     |
| Skocznia duża     | Kamil Stoch   | 110,0         | 83,0         | 42. Q        | 116,5         | 96,2     | 30.      | 121,0         | 200,0  | 26.     |
| Skocznia duża     | Robert Mateja | 108,5         | 80,3         | 43. Q        | 111,0         | 84,8     | 38.      | nq            | 84,8   | 38.     |
| Skocznia duża     | Rafał Śliż    | 99,5          | 63,1         | 58.          | nq            | nq       | nq       | nq            | nq     | nq      |

| Wydarzenie        | Zawodnik      | Runda 1.      | Runda 1. | Runda 1.         | Runda 1.     | Runda 1. | Finał         | Finał  | Finał            | Finał        | Finał   |
| Wydarzenie        | Zawodnik      | Odległość (m) | Punkty   | Miejsce w grupie | Suma punktów | Miejsce  | Odległość (m) | Punkty | Miejsce w grupie | Suma punktów | Miejsce |
| ----------------- | ------------- | ------------- | -------- | ---------------- | ------------ | -------- | ------------- | ------ | ---------------- | ------------ | ------- |
| Konkurs drużynowy | Stefan Hula   | 118,0         | 99,9     | 9.               | 445,2        | 5.       | 119,0         | 101,2  | 7.               | 894,4        | 5.      |
| Konkurs drużynowy | Kamil Stoch   | 122,0         | 108,1    | 6.               | 445,2        | 5.       | 124,5         | 112,6  | 3.               | 894,4        | 5.      |
| Konkurs drużynowy | Robert Mateja | 126,0         | 116,3    | 2.               | 445,2        | 5.       | 123,5         | 110,8  | 6.               | 894,4        | 5.      |
| Konkurs drużynowy | Adam Małysz   | 128,0         | 120,9    | 4.               | 445,2        | 5.       | 129,5         | 124,6  | 7.               | 894,4        | 5.      |

### Snowboarding
W snowboardingu reprezentowało Polskę trzech mężczyzn i trzy kobiety. Wśród mężczyzn dwukrotnie wystartował Mateusz Ligocki, który w snowcrossie był 20., a w halfpipie zajął ostatnie, 44. miejsce. W pierwszej z tych konkurencji rywalizował również Rafał Skarbek-Malczewski, który był 22., a w drugiej brał udział Michał Ligocki, który został sklasyfikowany na 29. pozycji. Wśród kobiet główną faworytką do zdobycia medalu była Jagna Marczułajtis, która w treningach przed zawodami regularnie zajmowała miejsca w czołówce. Ostatecznie jednak w eliminacjach slalomu giganta równoległego zabrakło jej 1 setnej sekundy do awansu do 1/8 finału i została sklasyfikowana na 17. pozycji. W tej samej konkurencji Blanka Isielonis zajęła 27. pozycję. Ponadto Polskę reprezentowała Paulina Ligocka, która startowała w kobiecym halfpipie, jednak nie przeszła eliminacji i ostatecznie zajęła 17. pozycję.

#### Mężczyźni
- Mateusz Ligocki
- Michał Ligocki
- Rafał Skarbek-Malczewski[1]

Halfpipe
| Zawodnik        | Kwalifikacje | Kwalifikacje | Kwalifikacje | Kwalifikacje | Finał    | Finał    | Finał   |
| Zawodnik        | Zjazd 1.     | Miejsce 1.   | Zjazd 2.     | Miejsce 2.   | Zjazd 1. | Zjazd 2. | Miejsce |
| --------------- | ------------ | ------------ | ------------ | ------------ | -------- | -------- | ------- |
| Mateusz Ligocki | 11.6         | 38.          | 4.0          | 38.          | nq       | nq       | 44.     |
| Michał Ligocki  | 11.3         | 40.          | 26.9         | 23.          | nq       | nq       | 29.     |

Snowcross
| Zawodnik                 | Kwalifikacje | Kwalifikacje | Kwalifikacje | 1/8     | Ćwierćfinały | Półfinały | Finał   | Finał   |
| Zawodnik                 | Czas 1       | Czas 2       | Miejsce      | Pozycja | Pozycja      | Pozycja   | Pozycja | Miejsce |
| ------------------------ | ------------ | ------------ | ------------ | ------- | ------------ | --------- | ------- | ------- |
| Mateusz Ligocki          | 1:23.35      | 1:21.81      | 13. Q        | 4.      | nq           | nq        | nq      | 20.     |
| Rafał Skarbek-Malczewski | 1:24.70      | 1:22.07      | 16. Q        | 4.      | nq           | nq        | nq      | 22.     |

#### Kobiety
- Blanka Isielonis
- Paulina Ligocka
- Jagna Marczułajtis[1]

Halfpipe
| Zawodnik        | Kwalifikacje | Kwalifikacje | Kwalifikacje | Kwalifikacje | Finał    | Finał    | Finał   |
| Zawodnik        | Zjazd 1.     | Miejsce 1.   | Zjazd 2.     | Miejsce 2.   | Zjazd 1. | Zjazd 2. | Miejsce |
| --------------- | ------------ | ------------ | ------------ | ------------ | -------- | -------- | ------- |
| Paulina Ligocka | 31.8         | 11.          | 31.8         | 11.          | nq       | nq       | 17.     |

Slalom gigant równoległy
| Zawodniczka        | Kwalifikacje | Kwalifikacje | Kwalifikacje | Kwalifikacje | Kwalifikacje   | Kwalifikacje | 1/8     | 1/8     | 1/8   | Ćwierćfinały | Ćwierćfinały | Ćwierćfinały | Półfinały | Półfinały | Półfinały | Finał   | Finał   | Finał    | Wynik |
| Zawodniczka        | Czas 1.      | Miejsce 1.   | Czas 2.      | Miejsce 2.   | Czas całkowity | Miejsce      | Czas 1. | Czas 2. | Awans | Czas 1.      | Czas 2.      | Awans        | Czas 1.   | Czas 2.   | Awans     | Czas 1. | Czas 2. | Rezultat | Wynik |
| ------------------ | ------------ | ------------ | ------------ | ------------ | -------------- | ------------ | ------- | ------- | ----- | ------------ | ------------ | ------------ | --------- | --------- | --------- | ------- | ------- | -------- | ----- |
| Blanka Isielonis   | 42.86        | 27.          | 43.01        | 26.          | 1:25.87        | 27.          | nq      | nq      | nq    | nq           | nq           | nq           | nq        | nq        | nq        | nq      | nq      | nq       | 27.   |
| Jagna Marczułajtis | 40.60        | 7.           | 42.52        | 25.          | 1:23.12        | 17.          | nq      | nq      | nq    | nq           | nq           | nq           | nq        | nq        | nq        | nq      | nq      | nq       | 17.   |